# Alvania pseudoareolata
Alvania pseudoareolata is een slakkensoort uit de familie van de Rissoidae. De wetenschappelijke naam van de soort is voor het eerst geldig gepubliceerd in 1974 door Warén.